# Сбруя

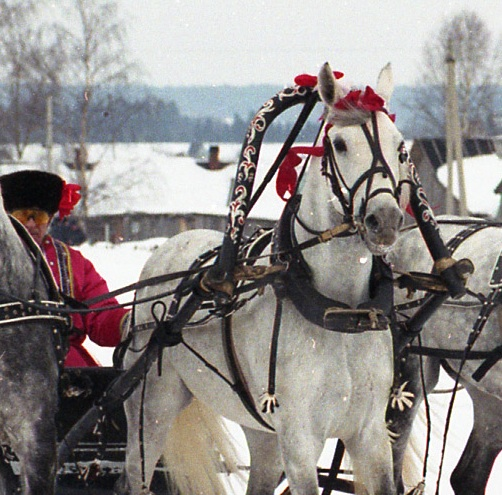
Лошадь с одноконной дуговой сбруей: дуга (сверху) и хомут (облегает шею) с супонью (ремень внизу хомута) и гужами (связывают хомут с дугой и оглоблями)

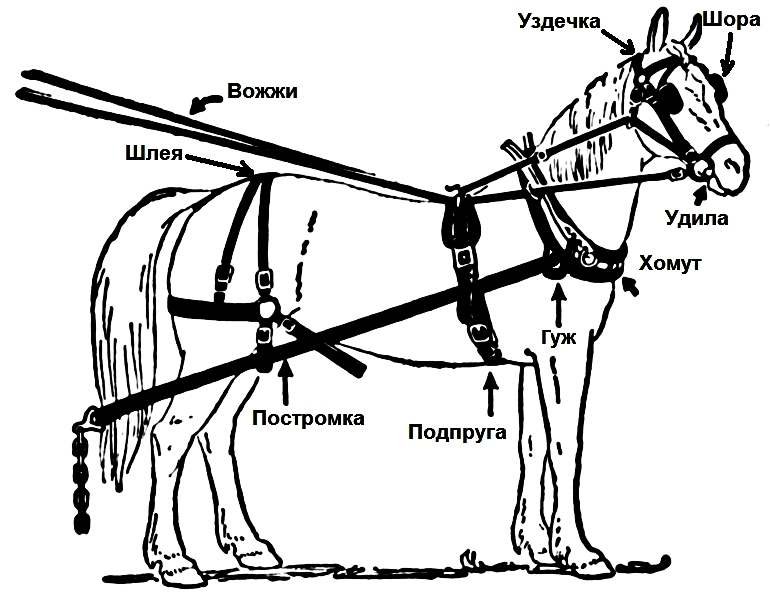
Упряжная одиночная конская сбруя

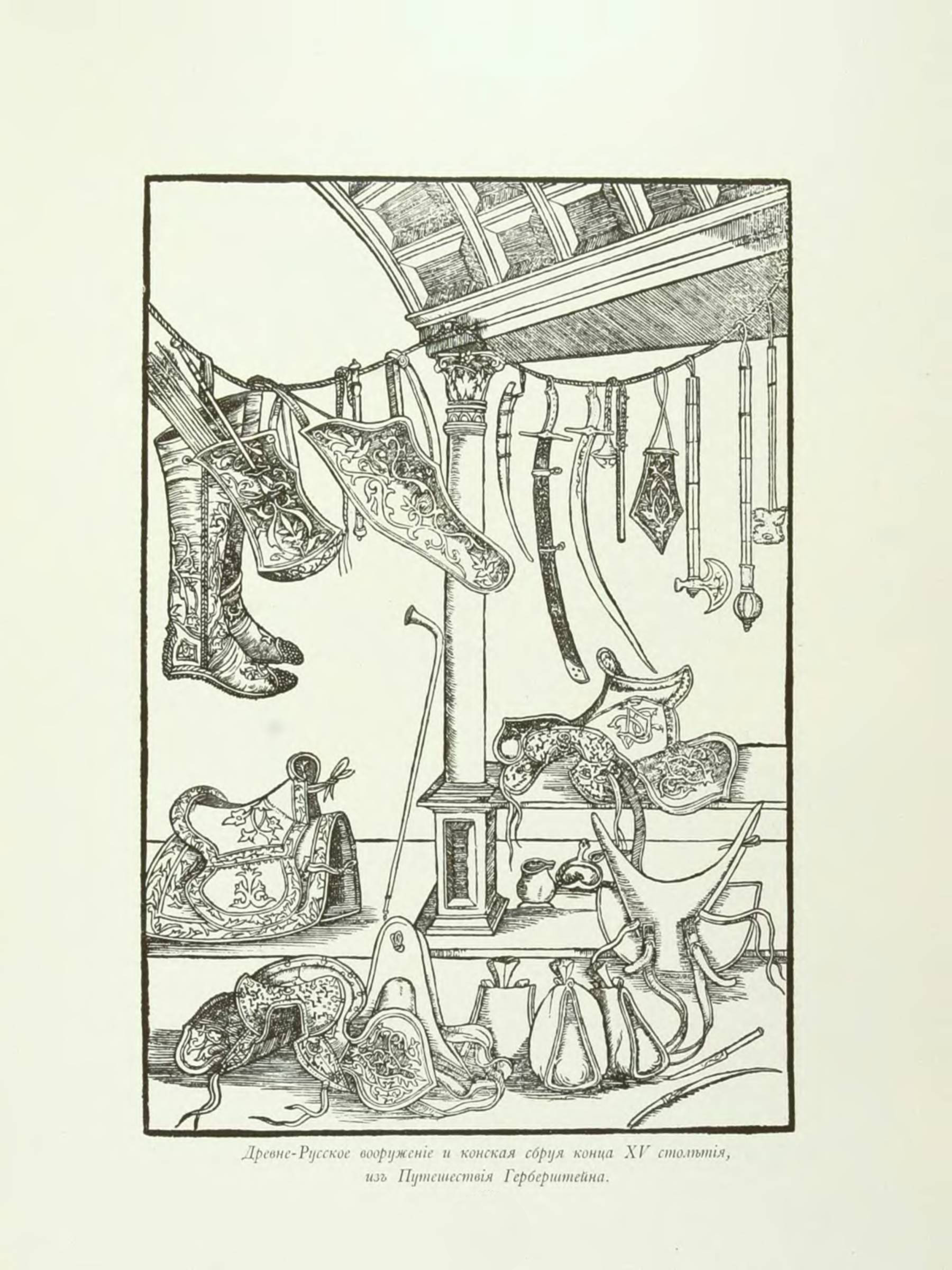
Древнерусское вооружение и конская сбруя конца XV столетия из книги Путешествия Герберштейна

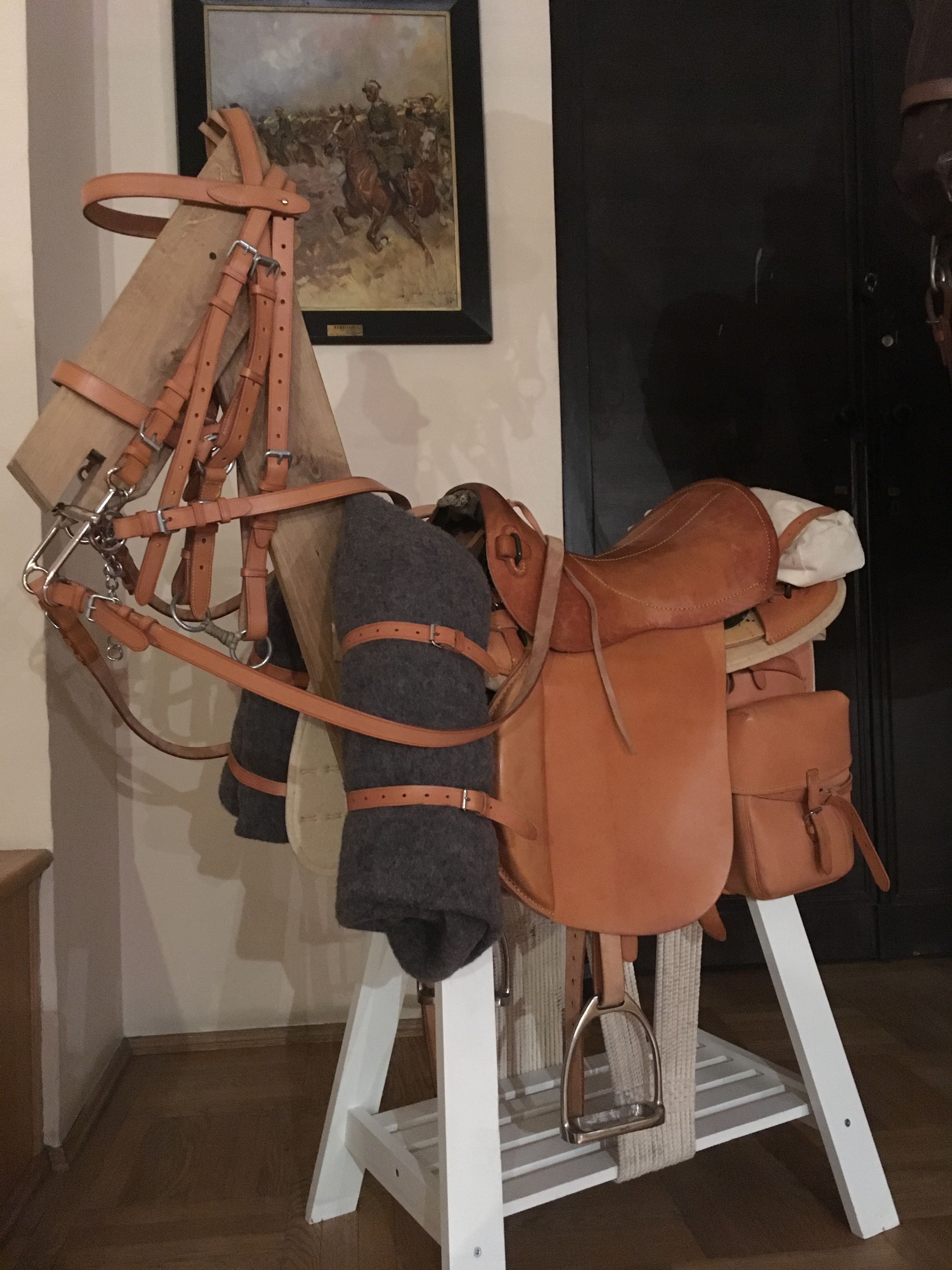
Конская амуниция польского улана

Сбру́я (ко́нская амуни́ция, конская упряжь) — конские принадлежности для езды, предметы и принадлежности для запряжки, седлания и управления лошадьми.
Конская амуниция в вооружённых силах имперского и советского периодов России подразумевала все предметы для запряжки и навьючивания упряжных и вьючных лошадей в артиллерии, включая также и сёдла ездовых; сёдла же для лошадей под одиночных всадников, а также оголовье, поводья, удила, подперсие и прочая конская амуниция носили название — «кавалерийское снаряжение». Главный элемент сбруи верховых лошадей — седло. В вооружённых силах имперской России конское снаряжение кавалерии, интендантский обоз, конская амуниция, сбруя к нему относились к вещевому довольствию.
Происходит, возможно, от слова «собирать».

## Запряжка
Запряжки в Российской империи подразделяли на одноконную и пароконную, дуговую и бездуговую.
Предметы одноконной дуговой упряжи:
- хомут с гужами и супонью;
- седёлка с подпругой;
- чересседельник;
- подбрюшник;
- дуга[5];
- шлея[6];
- узда[7] с удилами, псалиями и поводьями;
- вожжи;
- зга (диалектное) — кольцо у дуги, через которое продевают повод оброти. Некоторые источники указывают, что слово «зга» в выражении «ни зги не видно» обозначает кольцо на дуге конской упряжки, в которое продевают повод. Современная лингвистика считает, что «зга» в выражении «ни зги не видно» — это искажённое слово «стезя» (дорога, от древнерусского варианта «стьга»)[8].

Предметы одноконной бездуговой упряжи:
- хомут с гужевыми мочками, за которые крепят постромки;
- ремённые горты (вместо гужей), скрепляющие хомут с оглоблями.

Предметы пароконной упряжи:
- хомуты (иногда заменяемые шорками);
- нагрудные ремни;
- постромки;
- шлеи, уздечки с удилами и парные вожжи.

## Элементы
- Ногавки — снаряжение лошади, предназначенное для защиты конечностей лошади от механических повреждений. Ногавки бывают рабочие и транспортировочные. Рабочие ногавки используют в тренировочном процессе и на выступлениях. Транспортировочные ногавки используют при транспортировке лошади.
- Попона — покрывало для лошади, которое предохраняет её от простуды, мух (сеточные попоны). Делят на зимние (изготовляют из шерсти, флиса, синтепона) и летние (изготавливают из хлопка, сетки и прочих лёгких материалов). Большие попоны имеют капор для дополнительного закрывания шеи.
- Вальтрап — покрывало под седло. Основное назначение — защита спины лошади от повреждения седлом или седёлкой.
- Подпруга — широкий прочный ремень, предназначенный для удерживания седла (у упряжных лошадей — седёлки). Охватывает корпус лошади снизу и с обоих боков пристёгивают к седлу. Бывают из кожи, тесьмы и прочих материалов. Некоторые виды сёдел имеют по 2-3 подпруги.
- Мартингал — часть конской упряжи, имеющая целью удержать голову в положении, необходимом для правильного действия поводьев[9].
- Недоу́здок[10], недоумлок, оброть, обротка[7][11] — узда без удил, для лошадей на стойле, и с одним поводом, для привязи, обычно воровенная или лычная, назначение которой — содержание лошади на привязи. Относят к предметам конюшенного обихода и бывает из кожи, тесьмы.
- Чумбур[12] (чембур или повалец[7]) — ремешок или верёвка, с помощью которой привязывают лошадь, когда она находится в недоуздке. Бывают тесьмяные, цепные или верёвочные. Чумбур — повод к походному недоуздку или узде, с которой могут быть сняты мундштук и удила; приставляется к кольцу подбородного ремня, а свободным концом за ремень под кобурою. Имеется при всякой строевой седловке, кроме учебной[12].
- Хакамора — уздечка без железа. Представляет собой кожаный недоуздок с обшитой мехом или кожей металлической дужкой, от концов которой идут металлические пластинки для пристёгивания поводьев. Дужка находится на переносье у лошади и в сочетании с подбородной цепочкой позволяет осуществлять управление лошадью с помощью действия поводьев на носовые кости.
- Шпрунт (или скользящий повод) — вспомогательный ремень (длиной ~280 см), который прикрепляют одним концом к подпруге, а другим — к переносному ремню уздечки. Не даёт лошади задирать голову до горизонтального положения, когда управление становится невозможным, или двигать носом дальше длины шпрунта.